# Adolfo Stray
Adolfo Straijer, más conocido por el nombre artístico de Adolfo Stray (Buenos Aires, 1915-Buenos Aires, 28 de septiembre de 1980) fue un actor y comediante argentino, muy destacado en la revista porteña.

## Biografía
Adolfo Stray, perteneciente a la populosa comunidad judía de Buenos Aires, fue famoso por caracterizar al estereotipo del judío inmigrante que vivía en Buenos Aires, que hablaba en un castellano con un fuerte acento de Europa Central, al que mixturaba con algunas palabras en ídish y al que plasmó en Don Jacobo, personaje creado por él. Este estereotipo luego fue trabajado y desarrollado por Tato Bores y Norman Erlich, entre otros.
Stray también caracterizó a otro estereotipo, el habitante de Buenos Aires, el porteño, el hombre común de la ciudad, pícaro, que siempre salía ganando aún en las situaciones más difíciles.
Fue en la época de oro de la revista porteña —en las décadas de los cuarenta, cincuenta y sesenta— en donde Stray deslumbró y en la que conformó un famoso dúo cómico con Dringue Farías. 
Stray es recordado por haber pronunciado la primera palabrota en la revista porteña, en 1967 en el Teatro Nacional, sobre un libreto escrito por Carlos A. Pettit.
En el teatro de revista Adolfo Stray trabajó con muchas vedetes como Nélida Roca, Moria Casán y Lía Crucet, entre otras.
En 1968 encabeza la telecomedia El Superejecutivo Don Jacobo, junto a Zulma Faiad que se emitió por Canal 9 y Canal 11, dirigido por Héctor Ricardo García. En este programa haciendo referencia a su condición de judío lo terminaba con una muletilla que decía: "Hay tres cosas que no poido decir: joives, noive y voivos (jueves, nueve y huevos). Hasta el joives!".
Adolfo Stray murió el domingo 28 de septiembre de 1980 en un sanatorio porteño privado tras ser intervenido varias veces por una fístula intestinal lo cual derivó en una severa complicación clínica. Tenía 65 años de edad. Estuvo casado con la actriz Fedel Despres

## Filmografía
- Villa Delicia: playa de estacionamiento, música ambiental (1966)
- Las apariencias engañan (1958)
- El millonario (1955)
- Casada y señorita (1954)
- La niña del gato (1953) ...Samuel Gorenstein
- Bárbara atómica (1952)
- Ésta es mi vida (1952)
- A La Habana me voy (1951)
- Buenos Aires a la vista (1950)
- El hombre de las sorpresas (1949)
- Fúlmine (1949)
- Compañeros de aventuras (1948)
- El misterio del cuarto amarillo (1947)
- La importancia de ser ladrón (1944)
- En la luz de una estrella (1941)
- Mamá Gloria (1941)
- Amor (1940)
- Sinvergüenza (1940) ...Julio
- El susto que Pérez se llevó (1940)
- Cándida (1939)

## Teatro
- 1947: Ya Cayó el Chivo en el Lazo. Teatro El Nilo con Jovita Luna, Arturo Palito, Concepción Sánchez, Héctor Bonatti, Elena Bozán, Eduardo de Labar y Vicente Formi.
- 1947: Joven, Viudo y Oligarca. Teatro El Nilo con Adolfo Stray, Jovita Luna, Arturo Palito, Concepción Sánchez, Claudio Martino, Elena Bozán, Eduardo De Labar y Vicente Formi.
- Con Stray, Moria, Gogó y Tristán, la campana hace Tan... Tan (1980), estrenada en el Teatro La Campana en Mar del Plata. Junto a Gogó Andreu, Moria Casán, Tristán, Petty Castillo, Mónica Brando, Jorge Troiani, las hermanas Maggi y el ballet de Adrián Zambelli.
- La revista llegó a San Telmo (1980), un pequeño espectáculo que contó con cuatro coristas y dos boys, y que fue su última revista.